# Horreum

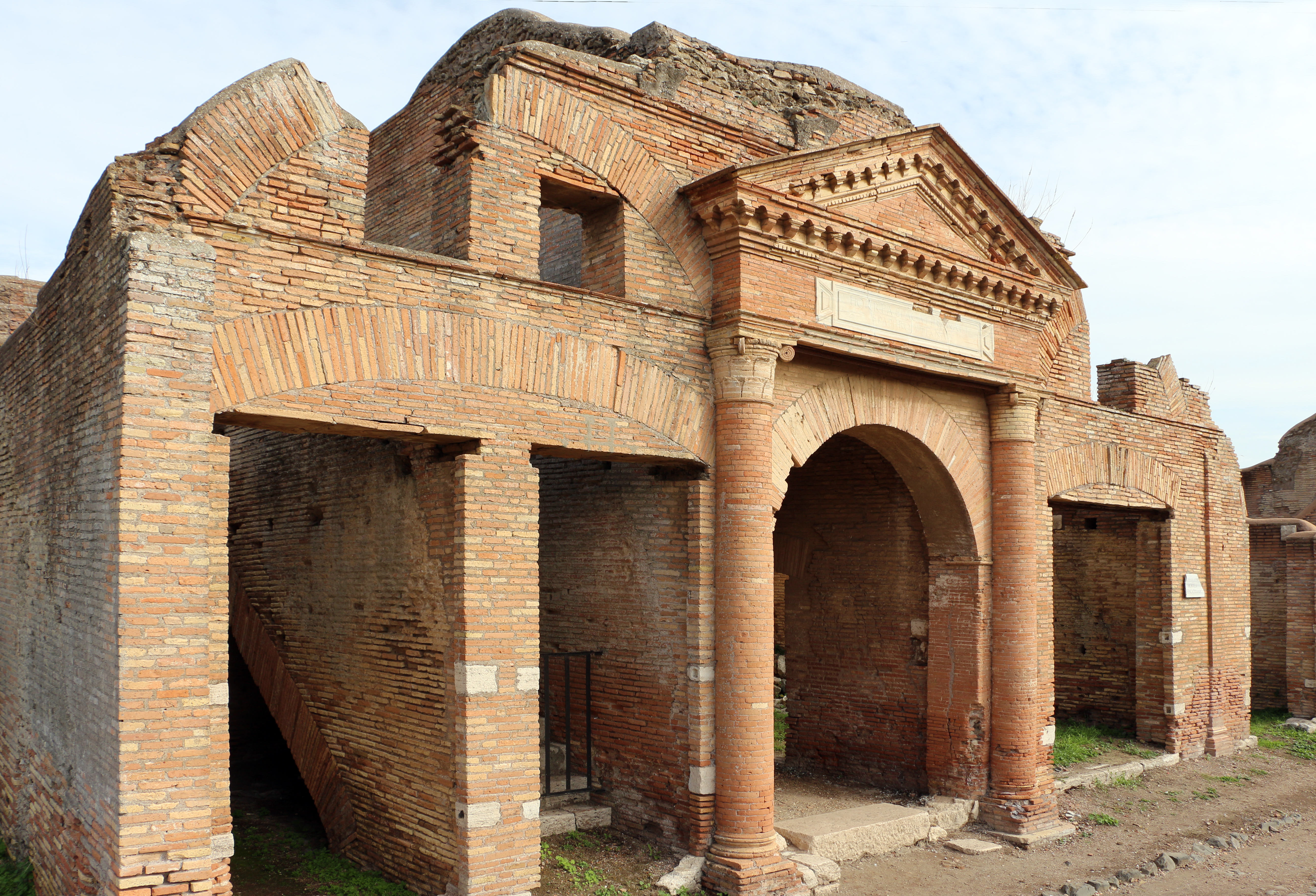
Horrea Epagathiana i Ostia Antica.

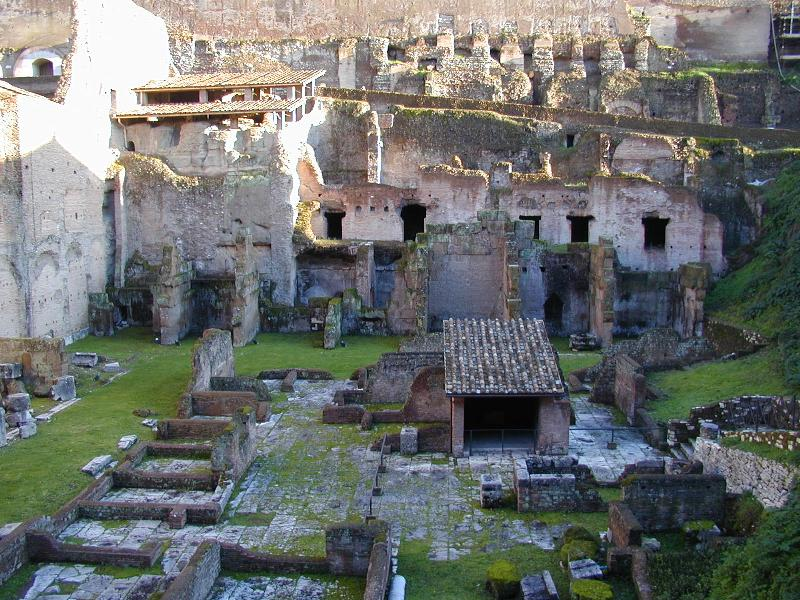
Ruinerna efter Horrea Agrippiana på Forum Romanum.

Horreum (pluralis horrea, latin: "förrådshus", "magasin") var i romarriket magasinsbyggnader, vilka ursprungligen användes för spannmål. Senare kom de att nyttjas som förråd för flera olika ändamål.

## Olika typer
- Horrea candelaria för vaxljus
- Horrea chartaria för pappersartiklar
- Horrea graminaria för spannmål
- Horrea piperataria för peppar